# São Pedro (Peniche)
São Pedro ist eine ehemalige Gemeinde (Freguesia) im portugiesischen Kreis Peniche. Die ehemalige Gemeinde war eine von drei Stadtgemeinden Peniches. Hier leben 2128 Einwohner auf einer Fläche von 2 km². (Stand 30. Juni 2011).
Mit der Gebietsreform im September 2013 wurden die Stadtgemeinden (Freguesias) Ajuda, Conceição und São Pedro zur neuen, die Stadt Peniche bildenden Gemeinde zusammengefasst.